# Гонсевский, Александр
Алекса́ндр Ко́рвин Гонсе́вский (Госевский, пол. Aleksander Korwin Gosiewski; конец XVI века — 1639) — государственный и военный деятель Великого княжества Литовского, комендант московского Кремля в 1610—1612 годах, староста велижский (с 1600 года), великий референдарий литовский (1610—1625), великий писарь литовский (1615—1625), воевода смоленский (1625—1639), писарь польный литовский (1630—1639). Староста велижский, пуньский, купицкий, бельский и марковский.

## Происхождение
Александр Гонсевский принадлежал к польскому шляхетскому роду Гонсевских герба «Слеповрон». Его отец Ян в конце XVI века перебрался из Мазовии в Литву. Гонсевские владели землями под Ломжей, на Смоленщине, под Мстиславлем и в других частях Великого княжества Литовского.

## Биография
Гонсевский впервые упоминается в источниках как «слуга» при канцлере великом литовском Льве Ивановиче Сапеге. В 1596 году он был регентом государственной канцелярии Великого княжества Литовского, в 1599 участвовал в работе лифляндской комиссии. Как староста пограничного Велижа в 1599 году принял участие во встрече посольства русского царя, а в 1600 году сам отправился в Москву в составе дипломатической миссии. Вернувшись в Литву, Гонсевский составил отчёт о посольстве для короля Речи Посполитой Сигизмунда III.
В 1602 году Гонсевский принял участие в уточнении границы между Речью Посполитой и Русским государством в районе Велижа и Торопца. Когда дело дошло до пограничных стычек, он отразил нападение на Велиж. В 1605 году Гонсевский сражался со шведами при Кирхгольме во главе пехотной роты, в том же году по приказу короля встретился с московским послом Иваном Безобразовым. Когда царь Дмитрий решил жениться на Марине Мнишек, Гонсевский отправился в Москву в качестве великого посла — вместе с будущей царицей и каштеляном малогощским Николаем Олесницким. Его целью было заключение вечного мира с Русским царством и унии между католической и православной церквями. Но вскоре после царской свадьбы в Москве произошёл мятеж (май 1606 года), Лжедмитрий был убит, а Гонсевский попал под арест и смог вернуться на родину только в 1608 году.
С этого времени Гонсевский выступал за открытое вмешательство Речи Посполитой во внутренние дела Русского царства, охваченного Смутой. Он заявлял о том, что многие московские бояре симпатизируют Польше, требовал мести за пограничные набеги русских, а в июле 1609 года сам предпринял набег на Великие Луки. В пику гетману польному коронному Станиславу Жолкевскому Гонсевский настаивал на необходимости взятия Смоленска, уверяя, что овладеть городом не составит особого труда. Он сам принял участие в осаде, затянувшейся на полтора года, а в 1610 году, действуя самостоятельно на севере Смоленщины, взял крепость Белая; там он вскоре был осаждён русскими и деблокирован Жолкевским.
В том же году Гонсевский под началом Жолкевского принял участие в походе на Москву, где пропольская партия изъявила готовность возвести королевича Владислава на царский престол. В 1610 году по совместному решению гетмана Жолкевского и бояр Гонсевский был назначен  начальником Стрелецкого приказа и боярином. Гонсевский возглавил гарнизон Московского Кремля и в отсутствие Жолкевского (тот вернулся под Смоленск) стал фактическим правителем Русского государства. В конце 1610 года он приказал арестовать патриарха Гермогена, выступившего против Владислава. Себя А. Гонсевский самопровозгласил старостой Московским после мартовского восстания москвичей в 1611 году. Когда к Москве подступило Первое народное ополчение, Гонсевский передислоцировал в столицу польские гарнизоны из ряда других русских городов. Ополченцев поддержали жители Москвы; тогда Гонсевский приказал поджечь город, что позволило ему удержаться в Кремле. Позже он смог рассорить между собой командиров ополчения: один из последних, Прокопий Ляпунов, был убит казаками из-за подложной грамоты, после чего ополчение фактически распалось. Летом 1612 года, когда положение поляков стало безнадёжным, Гонсевский оставил комендантом Кремля полковника Николая Струся, а сам уехал в Литву.
В 1612—1618 годах Гонсевский командовал польско-литовским гарнизоном в Смоленске, успешно отражая атаки московских войск. Участвовал в неудачном походе королевича Владислава на Москву в 1617—1618 годах.
В декабре 1613 года Гонсевский был маршалком сейма в Варшаве. В 1621—1628 годах участвовал в польско-шведских войнах (1621-1626, 1626-1629) в Ливонии, где одержал ряд побед над шведами.
В 1629 году после возвращения с польско-шведской войны Гонсевский получил должность воеводы смоленского. Лично руководил ремонтом и строительством смоленских укреплений. Интенсивно собирал запасы продовольствия и боеприпасы, собирал ценную информацию о военных приготовлениях Москвы. Весной 1632 года сделал обзор укреплений Дорогобужа и других пограничных крепостей Смоленского воеводства.
В 1632—1634 годах Гонсевский принял деятельное участие в новой войне за Смоленск. Во время наступления большой русской армии под командованием боярина Михаила Борисовича Шеина Александр Гонсевский покинул город и расположился в селе Красное в окрестностях города, имея под своим командованием не более 6 тысяч воинов. Из своего лагеря он оказывал помощь осаждённому гарнизону и нападал на тылы русской армии. В 1633 году воевода смоленский соединился с гетманом польным литовским Криштофом Радзивиллом, а затем с армией Владислава IV, приняв участие в осаде русского лагеря. Сражался под Витебском, Оршей и Мстиславлем. В 1634 году в качестве королевского комиссара участвовал в заключении Поляновского мира с Русским государством.
В 1639 году Гонсевский основал витебский иезуитский коллегиум, даровал ему 1000 квадратных миль земли на Смоленщине и пристань на Двине. Также им был основан женский монастырь святой Бригитты в Берестье.

## Семья
Был женат на Еве Николаевне Пац, дочери подкомория берестейского Николая Паца (ум. 1595) и Софии Богдановны Сапеги (ум. ок. 1630), от брака с которой имел четырёх сыновей и трёх дочерей. Отец воеводы смоленского Криштофа Корвин-Гонсевского (ум. 1643) и польного гетмана литовского Винцента Корвин-Гонсевского (1620—1662).